# 论弥萨
论弥萨（?—?），唐代吐蕃器弩悉弄赞普时大臣。
702年，赞普率众侵犯武周悉州受挫后，派论弥萨入朝请和。武则天在西都长安款待他，其间亲观中原音乐，甚觉新奇。唐休璟也被邀请参加宴会。论弥萨多次盯着唐休璟看，武则天问论弥萨为何如此，论弥萨回答：“在洪源之战，这位将军雄猛无人可比，杀我们的将士甚众，所以想多看看他”。703年，吐蕃派遣论弥萨献马千匹、金二千两以求婚，武则天同意。之后，到唐中宗时，以金城公主许嫁吐蕃。